# Carlos José García
Carlos José García (né le 12 novembre 1971 à Maracay au Venezuela) est un joueur de football international vénézuélien, qui évoluait au poste de défenseur.

## Biographie

### Carrière en sélection
Avec l'équipe du Venezuela, il joue entre 1993 et 1997. 
Il figure dans le groupe des sélectionnés lors des Copa América de 1993 et de 1995.

## Palmarès
Atlético Zulia
- Coupe du Venezuela (1) :
  - Vainqueur : 1998.
  - Finaliste : 1997.